# Gonomyia projecta
Gonomyia projecta är en tvåvingeart som beskrevs av Alexander 1941. Gonomyia projecta ingår i släktet Gonomyia och familjen småharkrankar. Inga underarter finns listade i Catalogue of Life.